# Eilema lemur
Eilema lemur là một loài bướm đêm thuộc phân họ Arctiinae, họ Erebidae.